# كريس باركر (صحفي رياضي)
كريس باركر (بالإنجليزية: Chris Parker)‏ هو صحفي رياضي أمريكي، ولد في 1964.